# Marcilly-le-Hayer
Marcilly-le-Hayer település Franciaországban, Aube megyében. Lakosainak száma 713 fő (2022. január 1.). Marcilly-le-Hayer Avon-la-Pèze, Bercenay-le-Hayer, Bourdenay, Planty, Pouy-sur-Vannes, Saint-Lupien, Villadin és Aix-Villemaur-Pâlis községekkel határos.

## Népesség
A település népessége az elmúlt években az alábbi módon változott:
| Lakosok száma | 464  | 582  | 630  | 677  | 709  | 716  | 725  | 727  | 726  | 713  |
|               | 1968 | 1982 | 1990 | 2006 | 2013 | 2015 | 2017 | 2019 | 2020 | 2022 |